# Francisco Villa, Aldama
Francisco Villa är en ort i Mexiko.   Den ligger i kommunen Aldama och delstaten Tamaulipas, i den östra delen av landet, 400 km norr om huvudstaden Mexico City. Francisco Villa ligger 72 meter över havet och antalet invånare är 215.
Terrängen runt Francisco Villa är platt norrut, men söderut är den kuperad. Runt Francisco Villa är det mycket glesbefolkat, med 7 invånare per kvadratkilometer. Närmaste större samhälle är Nuevo Progreso, 9,9 km norr om Francisco Villa. I omgivningarna runt Francisco Villa växer huvudsakligen savannskog.